# جون سون
السير جون سون (10 سبتمبر 1753 - 20 يناير 1837) مهندس معماري إنجليزي تخصص في الطراز الكلاسيكي الجديد، وهو أكاديمي ملكي، وعضو كامل في جمعية آثار لندن، وحائز على زمالة الجمعية الملكية. نجل عامل بناء، ارتقى إلى قمة مهنته، وأصبح أستاذًا للهندسة المعمارية في الأكاديمية الملكية، ومهندسًا رسميًا لمكتب الأشغال. حصل على وسام الفروسية عام 1831.
أشهر أعماله هو بنك إنجلترا (دُمر جزء كبير منه)، وهو مبنى كان له تأثير واسع النطاق على الهندسة المعمارية التجارية. صمم معرض صور دولويتش، والذي كان له تأثير كبير على تخطيط المعارض الفنية والمتاحف لاحقًا. إرثه الرئيسي هو المتحف الذي يحمل نفس الاسم في لينكولن إن فيلدز في منزله السابق ومكتبه، وهو مصمم لعرض الأعمال الفنية والتحف المعمارية التي جمعها خلال حياته. وصِف المتحف في قاموس أكسفورد للعمارة بأنه «واحد من أكثر السلاسل الداخلية تعقيدًا وتشابكًا وإبداعًا على الإطلاق».

## الجولة الكبرى

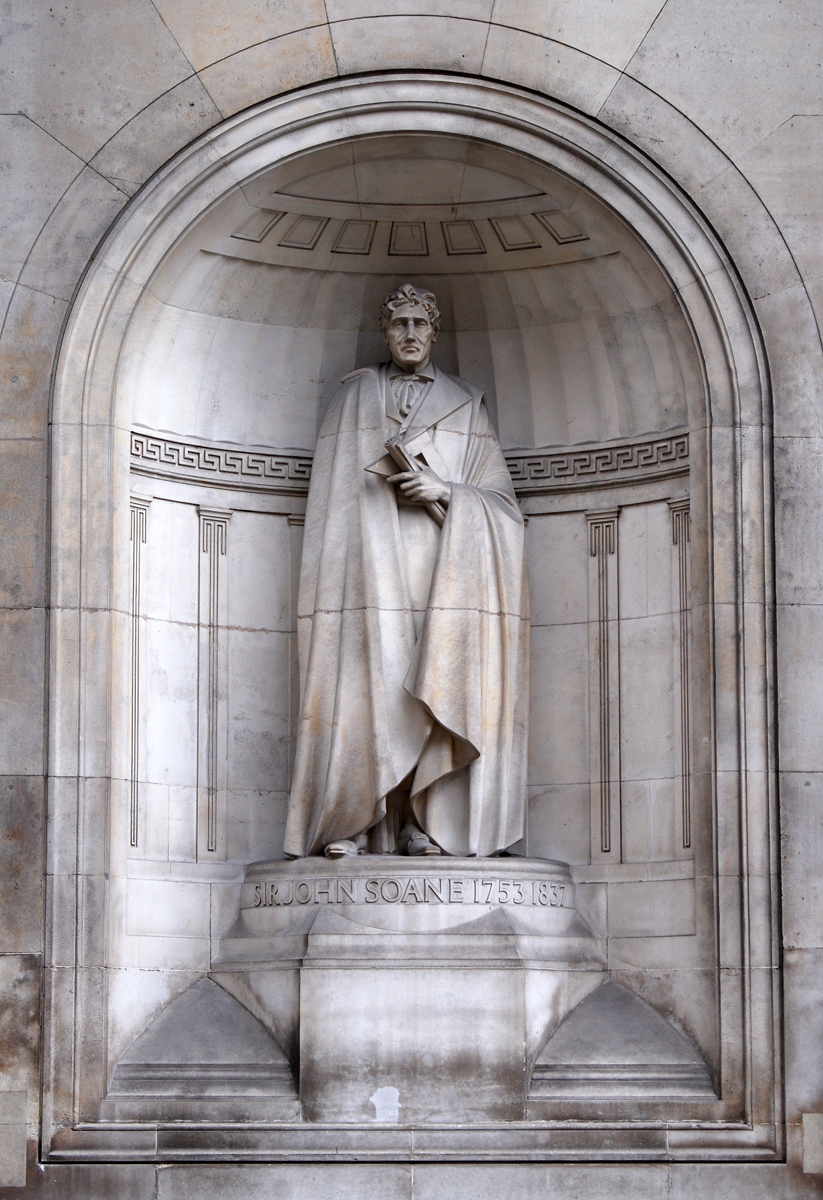
تمثال السير جون سون في بنك إنجلترا، لندن

رافقه في السفر روبرت فورز بريتنغهام، وسافرا عبر باريس، حيث زارا جان رودولف بيرونيت، ثم ذهبا إلى قصر فرساي في 29 مارس. وصلا أخيرًا إلى روما في 2 مايو 1778. كتب سون رسالة «جلّ اهتمامي مركز على رؤية وفحص بقايا العصور القديمة التي لا تقدر بثمن...». أول رسم مؤرخ له هو 21 مايو لكنيسة القديسة أغنيس خارج الأسوار. عاد زميله السابق، المهندس المعماري توماس هاردويك، إلى روما في يونيو من نابولي. أنتج هاردويك وسون سلسلة من الرسومات المقاسة والمخططات الأرضية للمباني الرومانية معًا. خلال الصيف زارا فيلا هادريان ومعبد فيستا، تيفولي، عندما كانا في روما بحثا في الكولوسيوم. في أغسطس، عمل سون على تصميم مبنى مجلس الشيوخ البريطاني لتقديمه إلى المعرض الصيفي للأكاديمية الملكية لعام 1779.
في الخريف التقى بأسقف ديري، فريدريك هيرفي، إيرل بريستول الرابع، الذي بنى لنفسه العديد من العقارات الكبرى. قدم الإيرل نسخًا من الكتب الأربعة في العمارة ودي أركيتيتورا (عن العمارة) إلى سون. في ديسمبر، قدم الإيرل سون إلى توماس بيت، بارون كاميلفورد الأول، أحد معارفه الذي قاده في النهاية إلى اللجان المعمارية. أقنع الإيرل سون بمرافقته إلى نابولي، وانطلقا من روما في 22 ديسمبر 1778. في الطريق زارا كابوا وقصر كاسيرتا، ووصلا إلى نابولي في 29 ديسمبر. التقى هناك بعميلين مستقبليين، جون باتيسون وريتشارد بوسنكيه. انطلق سون من نابولي بالعديد من الرحلات إلى بوتسوولي وكوماي وبومبي، حيث التقى بعميل مستقبلي آخر، فيليب يورك. حضر سون أيضًا عرضًا في مسرح سان كارلو وتسلق جبل فيزوف. عند زيارة بستوم، تأثر سون بشدة بالمعابد اليونانية. بعد ذلك، زار كنيسة بادولا، ثم ذهب إلى إبولي وسلرنو وكاتدرائيتها. لاحقًا زارا بينيفنتو وهركولانيوم. غادر الإيرل وسون، وتوجها إلى روما في 12 مارس 1779، وسافرا عبر كابوا، وغيطة، وسبخات بونتين، وفليتري، وتلال ألبان وبحيرة ألبانو، وكاستل غاندلفو. عند العودة إلى روما، زارا قصر باربيريني وشهدا الاحتفالات بأسبوع الآلام. بعد فترة وجيزة، غادر الإيرل وعائلته عائدين إلى الوطن، تبعهم بعد بضعة أسابيع توماس هاردويك.
عندها التقى سون بماريا هادفيلد (أصبحا أصدقاء مدى الحياة) وتوماس بانكس. أتقن سون اللغة الإيطالية، وهي علامة على ثقته المتزايدة. قررت المجموعة، ومن بينهم توماس بودلر، ورولاند بوردون، وجون باتيسون، وجون ستيوارت، وهنري غريولد لويس، زيارة صقلية ودفعوا لسون لمرافقتهم كرسام. توجهت المجموعة إلى نابولي في 11 أبريل، وقبضوا في 21 أبريل على سفينة سويدية متجهة إلى باليرمو. زار سون فيلا بالاغونيا، فتركت تأثيرًا عميقًا داخله. تأثر سون بقصة الفيلا في نسخته من جولة باتريك برايدون عبر صقلية ومالطا، حيث استمتع «بوحوش أمير بالاغونيا... لا شيء يضاهي الرسوم الكاريكاتورية الفخمة في الحجر»، ولكن الأهم من ذلك يبدو أنه قد استوحى من قاعة المرايا لإدخال تأثيرات مماثلة عندما جاء لتصميم الديكورات الداخلية لمنزله في لنكولن إن فيلدز. غادر ستيوارت وبودلر باليرمو معًا وانفصلا عن المجموعة. توجه الباقي إلى سيجيستا وطرابنش وسيلينوس وجرجنت، فاكتشف سون العمارة اليونانية القديمة. توجهت المجموعة من جرجنت إلى ليكاتا، حيث أبحروا إلى مالطا وفاليتا عائدين في 2 يونيو، إلى سرقوسة، صقلية. انتقلوا إلى قطانية، وقصر بيسكاري ثم جبل إتنا، وتاورمينا، ومسينة، والجزر الإيولية. عادوا إلى نابولي بحلول 2 يوليو حيث اشترى سون الكتب والمطبوعات، وزار سورينتو قبل العودة إلى روما. بعد فترة وجيزة، عاد جون باترسون إلى إنجلترا عبر فيينا، حيث أرسل سون المجلدات الستة الأولى من حياة وآراء تريسترام شاندي، الرجل النبيل، التي سلمها أنطونيو سالييري.
في روما ضمت جماعة سون هنري تريشام، وتوماس جونز (فنان)، وناثانيال مارشانت. واصل سون دراسة مباني روما، بما في ذلك كاتدرائية القديس يوحنا اللاتراني. انطلق سون ورولاند بوردون في أغسطس إلى لومبارديا. تضمنت رحلتهم زيارات إلى أنكونا، وريميني، وبولونيا، وبارما وأكاديميتها، وميلانو، وفيرونا، وفشنزة ومبانيها من قبل أندريا بالاديو، وبادوفا، وبرينتا (النهر) بفيلاته من بالاديو، البندقية. ثم عد إلى بولونيا حيث نسخ سون التصاميم لاستكمال الواجهة الغربية لكاتدرائية بازيليكا سان بترونيو بما في ذلك تصاميم بالاديو، وياكوبو باروتسي دا فينيولا، وبالداساري بيروتزي. ثم إلى فلورنسا وأكاديمية فنون الرسم وانتخِب عضوًا فيها في يناير 1780، ثم عاد إلى روما.
واصل سون دراسته للمباني، بما في ذلك فيلا لانتي، وقصر فارنيزي، وقصر ماسيمو آل كولون، ومتاحف كابيتولين وفيلا ألباني. في ذلك الخريف التقى بهنري بانكس، أعد سون خططًا لمنزل بانكي كينغستون لاسي، لكن هذه الخطط لم تسفر عن شيء. في وقت مبكر من 1780، كتب فريدريك أغسطس هيرفي، إيرل بريستول الرابع، إلى سون عارضًا عليه العديد من اللجان المعمارية، قرر سون العودة إلى إنجلترا وبدأ في تنظيم رحلة العودة. غادر روما في 19 أبريل 1780، وسافر مع القس جورج هولغيت وتلميذه مايكل بيبر. زاروا فيلا فارنيزي، ثم إلى سيينا. ثم إلى فلورنسا حيث زاروا قصر بيتي، ومعرض أوفيزي، وسانتو سبيريتو، وفلورنسا، وبرج الناقوس من تصميم جوتو، ومواقع أخرى.
قدمت نانسي ستوراس أداءً على مسرح ديلا برغولا التي كون معها صداقة مدى الحياة. استمرت رحلتهم عبر بولونيا، وبادوفا، وفشنزة، وفيرونا، ومانتوفا حيث رسم قصر ديل تي، وبارما، وبيشنزة. كان المسرح بالنسبة له اهتمامًا إضافيًا، فقد حضر في ميلانو مسرح لا سكالا، ثم من بحيرة كومو بدأوا عبور جبال الألب عبر ممر سبلوغن. ثم انتقلوا إلى زيورخ، وريتشناو، وسويسرا، وويتينغين، وشافهاوزن، وبازل، وفي الطريق انفصل الجزء السفلي من صندوق سون عن الحافلة ووقعت المحتويات خلفه، وهكذا فقد العديد من كتبه، ورسوماته، وأدوات الرسم، والملابس، والميداليات الذهبية والفضية التي حصل عليها من الأكاديمية الملكية (لم يُسترد أي منها). واصل رحلته إلى فرايبورغ إم بريسغاو، وكولونيا، ولياج، ولوفن، وبروكسل قبل التوجه إلى إنجلترا.

### النضال لتأسيس تدريب معماري
وصل إلى إنجلترا في يونيو 1780، وبفضل جولته الكبرى، قدِرت ديونه بنحو 120 جنيهًا إسترلينيًا. بعد توقف قصير في لندن، توجه سون إلى فريدريك أغسطس هيرفي، الإيرل الرابع لملكية بريستول في منزل إيكوورث في سوفولك، حيث كان يخطط لبناء منزل جديد. لكن الإيرل غير رأيه على الفور وأرسل سون إلى منزل داونهيل، في مقاطعة لندنديري، أيرلندا، حيث وصل سون في 27 يوليو 1780.